# 참방동사니

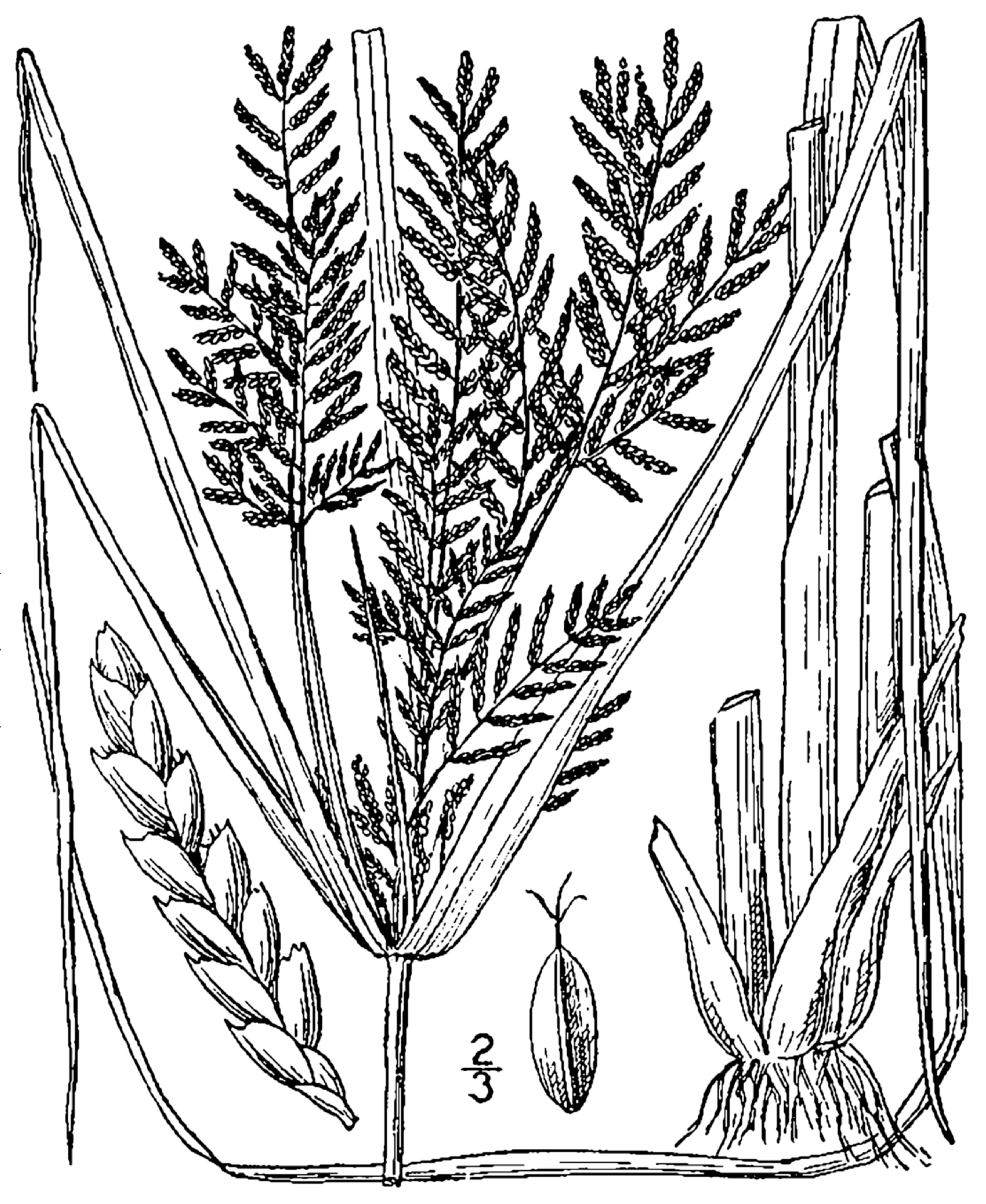

참방동사니(Cyperus iria)는 한국·일본·타이완·중국·인도·말레이시아에 분포하는 한해살이풀이다. 뿌리는 자줏빛의 수염뿌리가 많이 나고 줄기는 모여 나며 높이 20-30cm이다. 잎은 줄기 밑부분에서 2-3개가 달리며 좁은 선형으로 끝이 뾰족하고 줄기와 거의 같은 길이이다. 꽃은 6-8월에 피며 산형꽃차례로 달리고 포는 줄기 끝에 4-5개가 달리며 그 중 2-3개는 꽃차례보다 길다. 꽃이삭은 대개 옆으로 기울며 난상 타원형으로 황색이다. 작은 이삭은 선상 장타원형으로 편평하고 10-20개의 꽃이 달린다. 영(潁)은 도란형으로 끝이 둥글며 주맥이 녹색이다. 열매는 수과로 세모진 도란형이며 갈색이다.